# 吕萨斯
吕萨斯（法語：Lussas，法語發音：[lysas]）是法国阿尔代什省的一个市镇，属于拉让蒂耶尔区。

## 地理
吕萨斯（44°36'43"N, 4°28'22"E）面积16.45 平方千米，位于法国奥弗涅-罗讷-阿尔卑斯大区阿尔代什省，该省份为法国东南部内陆省份，北起顺时针与卢瓦尔省、伊泽尔省、德龙省、沃克吕兹省、加尔省、洛泽尔省和上盧瓦爾省接壤。
与吕萨斯接壤的市镇（或旧市镇、城区）包括：达布尔、拉维勒迪约、米拉贝勒、圣迪迪耶苏索布纳、圣洛朗苏夸龙、圣普里瓦、韦索。

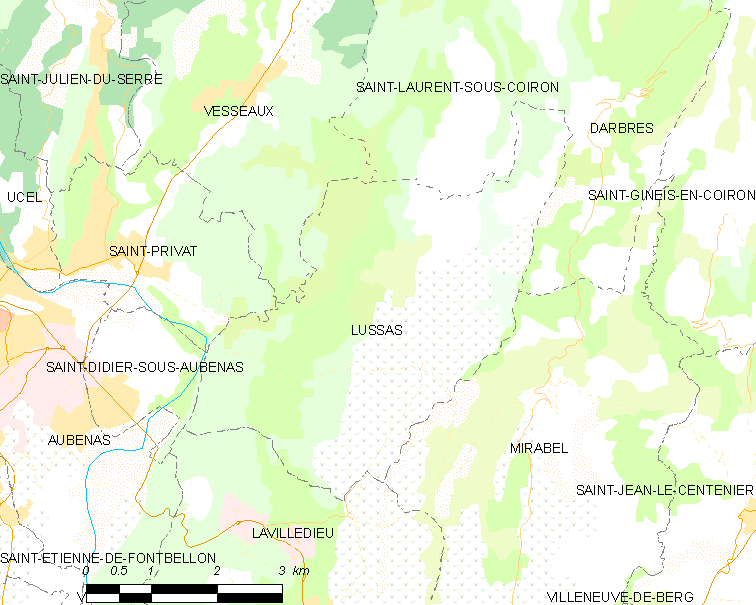
吕萨斯的OSM定位图

吕萨斯的时区为UTC+01:00、UTC+02:00（夏令时）。

## 行政
吕萨斯的邮政编码为07170，INSEE市镇编码为07145。

## 政治
吕萨斯所属的省级选区为贝尔-埃尔维县。

## 人口

1962-2008年间吕萨斯人口变化图示

吕萨斯于2022年1月1日时的人口数量为1142人。